# Jason Aguemon
Jason Rilwann Aguemon (Parigi, 14 aprile 1992) è un ex giocatore di football americano ed ex bobbista francese, che ha giocato come runningback (nel football americano) e come laterale (nel bob).
Ha giocato per i Flash de La Courneuve dal 2011 al 2018 (con una parentesi ai Lübeck Cougars); nel 2021 passa ai Leipzig Kings, successivamente ai Rhein Fire e ai Paris Musketeers.
Con la nazionale di bob ha partecipato a due tappe della Coppa Europa 2017-2018.
Ha 3 cugini che giocano a football americano: Ibel, Armel e Maxe Ahidazan.
Ha annunciato il ritiro dal football giocato nel dicembre 2024  .

## Palmarès
- 1 Europeo (2018)
- 2 Casque de Diamant (Flash de La Courneuve: 2017, 2018)